# Katastrofa lotu Pegasus Airlines 2193
Katastrofa lotu Pegasus Airlines 2193 – wypadek samolotu Boeing 737-86J, należącego do tureckich linii lotniczych Pegasus Airlines, do którego doszło 5 lutego 2020 roku na lotnisku Stambuł-Sabiha Gökçen w Turcji. Na pokładzie znajdowało się 177 pasażerów i 6 członków załogi. W wyniku zdarzenia śmierć poniosły 3 osoby, pozostałe 180 doznało ran.

## Przebieg zdarzenia
W dniu wypadku samolot wystartował z Izmiru o godzinie 17:22 czasu lokalnego i miał wylądować w Stambule na lotnisku Stambuł-Sabiha Gökçen ok. 2 godziny później. Piloci otrzymali zgodę na lądowanie przy silnym deszczu oraz wietrze wiejącym zgodnie z kierunkiem pasa. Na 6 minut przed lądowaniem w samolot uderzył piorun.
W trakcie lądowania jeden z poprzedzających lotów zgłosił nagły podmuch z tyłu. Po przyziemieniu samolotu lotu 2193 rozpoczęło się automatyczne hamowanie (aerodynamiczne i podwozia), a piloci włączyli odwracacze ciągu. Po przekroczeniu drogi kołowania F, hamulce aerodynamiczne i odwracacze zostały wyłączone, ale po 6 sekundach ręczne hamowanie włączono ponownie, ze względu na silny wiatr. Samolot nie wyhamował na pasie lotniska, wypadł z niego i spadł z 30 metrowej skarpy. W wyniku uderzenia kadłub samolotu rozpadł się na kilka części. Pasażerowie wydostali się z wraku przez pęknięcia pomiędzy sekcjami samolotu. W samolocie wybuchł pożar, który został szybko ugaszony.
W wypadku zginęły 3 osoby, a pozostałe 180 zostało rannych.

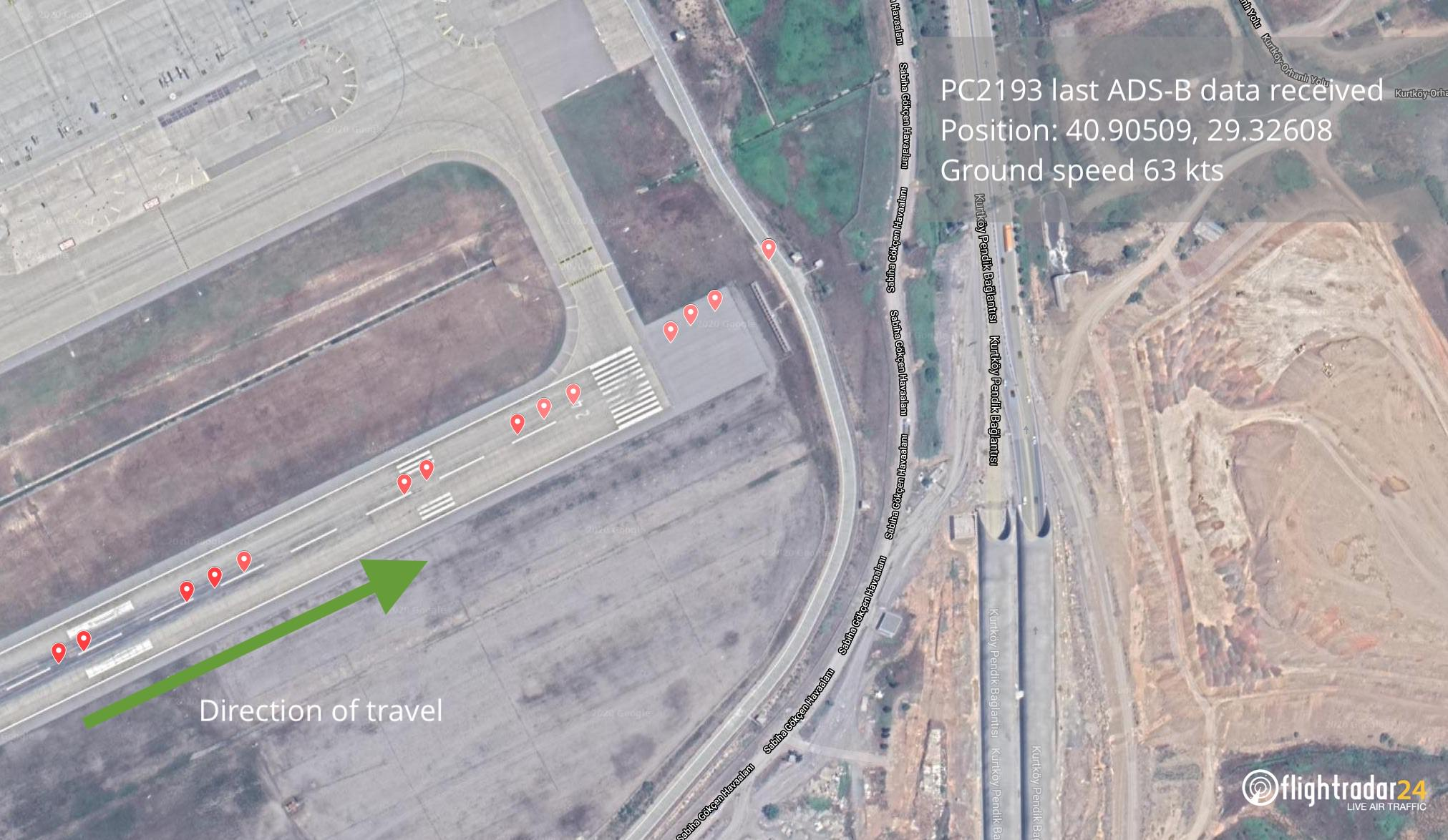
Ostatnie odczyty pozycji z systemu ADS-B.

## Pasażerowie i załoga
| Kraj              | Pasażerowie | Załoga | Razem |
| ----------------- | ----------- | ------ | ----- |
| Turcja            | 155         | 5      | 160   |
| Chiny             | 4           | –      | 4     |
| Stany Zjednoczone | 4           | –      | 4     |
| Irak              | 3           | –      | 3     |
| Izrael            | 2           | –      | 2     |
| Kirgistan         | 2           | –      | 2     |
| Holandia          | –           | 1      | 1     |
| Kazachstan        | 1           | –      | 1     |
| Liban             | 1           | –      | 1     |
| Maroko            | 1           | –      | 1     |
| Syria             | 1           | –      | 1     |
| Szwecja           | 1           | –      | 1     |
| Turkmenistan      | 1           | –      | 1     |
| Brak danych       | 1           | –      | 1     |
| Razem             | 177         | 6      | 183   |